# 西崎愛菜
西崎 愛菜（にしざき まな、2002年5月1日 - ）は、日本の女子バレーボール選手。

## 来歴
愛知県岡崎市出身。小学2年生のとき、姉の影響を受け自身もバレーボールを始めた。岡崎JVCに所属して全国大会にも出場。
2021年2月17日、JTマーヴェラスへの入団内定が発表された。背番号は20。同期入団は小山愛実。内定選手としてVリーグの試合に出場した。
2022-23シーズンよりJTでの背番号が20から10に変更となった。
2023年、V・サマーリーグ女子西部大会で、JTの準優勝に貢献し、敢闘賞を受賞した。
2025年、日本代表登録メンバーに初選出された。

## 選手としての特徴
- JTマーヴェラスからは、内定発表時に、「高い運動能力と瞬発力を活かした広範囲をカバーできる守備力が持ち味で、安定感抜群の世代を代表するリベロ」と紹介されている[2]。
- 金蘭会中学校入学時はセッターであり、中学2年生でリベロに転向[8]。JT入団1年目の2021-22シーズンでは開幕からセッターとして起用された[8][9]。

## 所属チーム
- 岡崎JVC
- 金蘭会中学校
- 金蘭会高等学校
- JTマーヴェラス/大阪マーヴェラス #20、#10（2021年-）

## 球歴
- 日本代表（2025年）
  - ネーションズリーグ - 2025年
- アンダーカテゴリー日本代表
  - 第12回アジアユース女子選手権大会（U-17）：優勝（2018年）
  - コルナッキアワールドカップ：優勝（2019年）
  - 第16回女子U18（ユース）世界選手権大会 ：5位（2019年）

## 受賞歴
- 2019年 - コルナッキアワールドカップ2019 ベストリベロ賞
- 2023年 - V・サマーリーグ女子西部大会 敢闘賞

## 個人成績
V.LEAGUEの個人成績は下記の通り。
| 大会        | チーム      | 出場     | 出場        | アタック | アタック | アタック | アタック | バックアタック | バックアタック | バックアタック | バックアタック | アタック 決定本数 | ブロック | ブロック       | サーブ | サーブ         | サーブ   | サーブ | サーブ | サーブ   | サーブレシーブ | サーブレシーブ | サーブレシーブ | サーブレシーブ | 総得点      | 総得点      | 総得点   | 総得点      |
| ----------- | ----------- | -------- | ----------- | -------- | -------- | -------- | -------- | -------------- | -------------- | -------------- | -------------- | ----------------- | -------- | -------------- | ------ | -------------- | -------- | ------ | ------ | -------- | -------------- | -------------- | -------------- | -------------- | ----------- | ----------- | -------- | ----------- |
| 大会        | チーム      | 試 合 数 | セ ッ ト 数 | 打 数    | 得 点    | 失 点    | 決 定 率 | 打 数          | 得 点          | 失 点          | 決 定 率       | セ ッ ト 平 均    | 得 点    | セ ッ ト 平 均 | 打 数  | ノ 丨 タ ッ チ | エ 丨 ス | 失 点  | 効 果  | 効 果 率 | 受 数          | 成 功 ・ 優    | 成 功 ・ 良    | 成 功 率       | ア タ ッ ク | ブ ロ ッ ク | サ 丨 ブ | 得 点 合 計 |
| V1 2020-21  | JT          | 6        | 19          | 0        | 0        | 0        | -        | 0              | 0              | 0              | -              | -                 | 0        | -              | 22     | 0              | 0        | 1      | 5      | 4.5      | 12             | 2              | 4              | 33.3           | 0           | 0           | 0        | 0           |
| 通算：1大会 | 通算：1大会 | 6        | 19          | 0        | 0        | 0        | -        | 0              | 0              | 0              | -              | -                 | 0        | -              | 22     | 0              | 0        | 1      | 5      | 4.5      | 12             | 2              | 4              | 33.3           | 0           | 0           | 0        | 0           |